# تتا کبوتر
تتا کبوتر یک ستاره است که در صورت فلکی کبوتر قرار دارد.